# Grebača ubijalka čebel
Grebača ubijalka čebel (znanstveno ime Cerceris rybyensis) je samotarska vrsta os iz družine grebač, ki je razširjena po Evropi.

## Opis in biologija
Grebače ubijalke čebel so majhne samotarske ose, ki se pojavljajo od junija do septembra. Samice v dolžino dosežejo med 8 in 12 mm, samci pa so nekoliko manjši in merijo v dolžino le med 6 in 10 mm. Prečno je zadek razdeljen na črne in rumene pasove, zadnje golenice pa so rumene barve. Samice lovijo majhne do srednje velike čebele, ki jih odnesejo v gnezdo za hrano svojim ličinkam. Ujete čebele stisnejo z močnimi čeljustmi in jih s pikom paralizirajo. Čebele v tem stanju živijo še do dva dni. Običajno te ose lovijo čebele pri njihovem povratku, ko zaradi nabrane medičine in cvetnega prahu bolj okorno letijo. Znani so tudi primeri, ko so grebače lovile tudi trote in čebele brez nabranega peloda. V celice svojih gnezd, ki jih izkopljejo v tla, običajno spravijo od pet do osem uplenjenih čebel.